# Герои Социалистического Труда Волгоградской области
Список граждан Волгоградской области, удостоенных звания Герой Социалистического Труда.
Представлены лица, в том числе удостоенные звания несколько раз.

## Список
| №   | Фамилия, Имя Отчество             | Годы жизни              | Год награждения | Деятельность |
| --- | --------------------------------- | ----------------------- | --------------- | --- |
| 1   | Абляхов, Владимир Семёнович       | 1927—1994               | 1966            | Механизатор совхоза «Чернореченский», Киквидзенский район |
| 2   | Азовцев, Иван Никитович           | 1904—1985               | 1948            | Работник сельского хозяйства, Новоаннинский район |
| 3   | Аксенова, Анастасия Ильинична     | ???? — ????             | 1948            | Звеньевая колхоза «Большевистское знамя», Новоаннинский район |
| 4   | Александров, Александр Петрович   | 1906—1981               | 1952, 1961      | Гидростроитель |
| 5   | Андреев, Сергей Степанович        | ???? — ????             | 1948            | Старший механик Деминской МТС, Новоаннинский район |
| 6   | Аношина, Александра Васильевна    | 1931 — ????             | 1971            | Прессовщица кирпичного завода |
| 7   | Аркатов, Михаил Кузьмич           | 1936 — ????             | 1981            | Кузнец-штамповщик Волгоградского тракторного завода |
| 8   | Артамонов, Николай Николаевич     | 1927—1979               | 1966            | Комбайнер колхоза «Победа», Еланский район |
| 9   | Архипов, Александр Константинович | 1923 — ????             | 1958            | Механизатор совхоза «Пролетарий», Иловлинский район |
| 10  | Атаманов, Николай Николаевич      | 1907—1973               | 1943            | Машинист-железнодорожник |
| 11  | Афонина, Александра Александровна | 1937—1999               | 1973            | Доярка колхоза им. Калинина, Новоаннинский район |
| 12  | Балабанов, Василий Иванович       | 1906 — 1980             | 1948            | Управляющий отделением № 2 зерносовхоза «Серп и Молот» |
| 13  | Барабанов, Василий Арсентьевич    | 1900—1964               | 1952            | Начальник Управления исправительно-трудовых лагерей и строительства Цимлянского гидроузла Волго-Донского судоходного канала имени В. И. Ленина МВД СССР, полковник |
| 14  | Безусов, Сергей Петрович          | ???? — ????             | 1966            | Животновод совхоза «Роднички», Нехаевский район |
| 15  | Беленко, Павел Андреевич          | 1911—1973               | 1958            | Председатель исполкома Палласовского райсовета депутатов трудящихся                                                                                                |
| 16  | Белоусов, Иван Семёнович          | 1921 — ????             | 1966            | Токарь завода «Баррикады» |
| 17  | Бесхлебнов, Иван Александрович    | 1913—1997               | 1971            | Рабочий консервного завода |
| 18  | Бирюков, Василий Ильич            | 1912—1991               | 1966            | Токарь завода нефтяного машиностроения им. Петрова |
| 19  | Бойко, Николай Иванович           | 1931—1987               | 1966            | Буровой мастер Коробковского нефтепромысла объединения «Нижневолжскнефть»                                                                                          |
| 20  | Болдырев, Иван Никитович          | 1928—2006               | 1958            | Комбайнер Михайловской РТС, Михайловский район, станица Арчединская                                                                                                |
| 21  | Бондарев, Анатолий Александрович  | 1929—2016               | 1971            | Сборщик автопокрышек шинного завода |
| 22  | Бондаренко, Михаил Леонтьевич     | 1897—1959               | 1943            | Железнодорожник, генерал, зам.начальника Южной железной дороги, начальник треста «Южстрансстрой»                                                                   |
| 23  | Бочаров, Василий Филиппович       | 1929 — ????             | 1966            | Директор совхоза «Киквидзе», Киквидзенский район |
| 24  | Братусева, Зинаида Емельяновна    | ???? — ????             | 1966            | Животновод совхоза «Выпасной», Котельниковский район |
| 25  | Брызгунов, Николай Егорович       | 1937—2022               | 1976            | Кузнец Волгоградского тракторного завода |
| 26  | Бувашев, Саниур Санджиевич        | 1930—2000               | 1966            | Старший чабан фермы № 1 совхоза «Крепь», Калачевский район |
| 27  | Буря, Екатерина Гавриловна        | ???? — ????             | 1966            | Трактористка совхоза «Россия», Николаевский район |
| 28  | Бухарев, Александр Иванович       | ???? — ????             | 1958            | Председатель колхоза им. VIII съезда Советов, Палласовский район                                                                                                   |
| 29  | Бытик, Семён Сергеевич            | ???? — ????             | 1948            | Старший агроном зернового совхоза «Серп и Молот», Новониколаевский район                                                                                           |
| 30  | Бычков, Пётр Николаевич           | 1929—2007               | 1971            | Сталевар Волгоградского тракторного завода |
| 31  | Варянык, Василий Ефремович        | ???? — ????             | 1953            | Работник сельского хозяйства, позже — директор Котельниковского арматурного завода                                                                                 |
| 32  | Василюк, Иван Яковлевич           | 1912 — ????             | 1958            | 1-й секретарь Старо-Полтавского РК КПСС, Старо-Полтавский район |
| 33  | Волков, Василий Иванович          | ???? — ????             | 1973            | Комбайнер совхоза «Спартак», Еланский район |
| 34  | Володьков, Иван Иванович          | 1929—1991               | 1973            | Бригадир колхоза им. Димитрова, Чернышковский район |
| 35  | Вучетич, Евгений Викторович       | 1908—1974               | 1967            | Скульптор-монументалист, народный художник СССР |
| 36  | Вязанкин, Валентин Георгиевич     | 1935—2001               | 1981            | Командир самолёта сельскохозяйственной авиации |
| 37  | Гаврилин, Валентин Михайлович     | 1928 — ????             | 1959            | Бурильщик Арчединского нефтепромысла |
| 38  | Гвоздков, Прокофий Захарович      | 1903—1975               | 1948, 1958      | Механизатор Деминской МТС, Новоаннинский район |
| 39  | Голованов, Михаил Григорьевич     | 1901—1989               | 1957            | Директор совхоза «Комсомольский», Адамовский район Чкаловской области                                                                                              |
| 40  | Голуб, Иван Андреевич             | 1914—1986               | 1943            | Железнодорожник, начальник машинно-путевой станции |
| 41  | Голубов, Николай Фёдорович        | 1935 — ????             | 1981            | Буровой мастер объединения «Нижневолжскнефть» |
| 42  | Гонор, Лев Рувимович              | 1906—1969               | 1942            | Директор завода «Баррикады» |
| 43  | Горбунов, Павел Дмитриевич        | 1924—2014               | 1977            | Бригадир комплексной бригады управления «Волгоградоблсельстрой» |
| 44  | Горин, Виктор Владимирович        | ???? — ????             | 1976            | Тракторист-комбайнер совхоза им. Киквидзе, Киквидзенский район |
| 45  | Горшков, Николай Степанович       | ???? — ????             | 1958            | Комбайнер колхоза «Родина», Новониколаевский район |
| 46  | Гривенко, Игнат Семёнович         | 1916—1996               | 1971            | Управляющий отделением совхоза «Динамо», Нехаевский район |
| 47  | Гришанков, Алексей Андреевич      | 1911—1977               | 1966            | Председатель колхоза им. В. С. Ковалёва, Фроловский район |
| 48  | Гришин, Владимир Фёдорович        | 1929 — ????             | 1966            | Председатель колхоза «Заветы Ильича», Серафимовичский район |
| 49  | Гулов, Александр Арсентьевич      | 1925—2009               | 1973            | Директор совхоза им. Маркса, Котельниковский район |
| 50  | Гусев, Анатолий Николаевич        | ???? — ????             | 1966            | Комбайнер совхоза «АМО», Новоаннинский район |
| 51  | Гусев, Иван Дмитриевич            | ???? — ????             | 1948            | Агроном, лауреат Сталинской премии, Новоаннинский район |
| 52  | Данилова, Ирина Яковлевна         | 1912—2001               | 1966            | Птичница колхоза «Рассвет», Михайловский район |
| 53  | Дегтярев, Павел Михайлович        | 1921—2002               | 1971            | Председатель колхоза «Урожай», Киквидзенский район |
| 54  | Декин, Андрей Матвеевич           | 1919—1970               | 1958            | Бригадир комплексной бригады колхоза им. Жданова, Нижнечирский район                                                                                               |
| 55  | Деменко, Илья Герасимович         | 1928 — ????             | 1961            | Бригадир комплексной бригады бетонщиков |
| 56  | Деньжонков, Алексей Васильевич    | 1925—1992               | 1961            | Электролинейщик треста «Волгоградэлектросетьстрой» |
| 57  | Димитров, Николай Фёдорович       | 1925—1998               | 1971            | Бригадир комплексной бригады колхоза им. В. И. Ленина, Чернышковский район                                                                                         |
| 58  | Дмитриев, Виктор Владимирович     | 1929 — ????             | 1966            | Бригадир электролизников Волгоградского алюминиевого завода |
| 59  | Донецков, Степан Иванович         | 1928—1986               | 1966            | Дорожный мастер Арчединской дистанции пути |
| 60  | Дурняпин, Василий Александрович   | 1928 — ????             | 1966            | Вальцовщик металлургического завода «Красный Октябрь» |
| 61  | Евдокимов, Николай Михайлович     | 1927—1993               | 1967            | Механизатор колхоза «Красный Донец, Котельниковский район» |
| 62  | Елисеев, Василий Иванович         | 1927—1991               | 1952            | Бульдозерист водораздельного строительного района Волго-Донского канала                                                                                            |
| 63  | Елисеев, Иван Николаевич          | 1921 — ????             | 1958            | Машинист экскаватора строительства Сталинградской ГЭС |
| 64  | Ермоленко, Иван Васильевич        | 1913—1980               | 1952            | Машинист экскаватора строительства Волго-Донского канала |
| 65  | Жданкин, Иван Степанович          | 1912—1978               | 1958            | Комбайнер совхоза «Ударник», Чернышковский район |
| 66  | Жёлудев, Владимир Николаевич      | 1903—1972               | 1943            | Начальник военно-эксплуатационного отделения железнодорожников военных фронтов                                                                                     |
| 67  | Желудков, Александр Семенович     | ???? — ????             | 1958            | Председатель Старополтавского райисполкома |
| 68  | Жилягин, Михаил Илларионович      | 1923 — ????             | 1974            | Бригадир комплексной бригады управления «Стальпромстрой» треста «Волгоградтяжстрой»                                                                                |
| 69  | Жидель, Григорий Яковлевич        | 1923—1999               | 1971            | Первый секретарь Михайловского городского комитета КПСС |
| 70  | Жук, Сергей Яковлевич             | 1892—1957               | 1952            | Главный инженер проекта и строительства Волго-Донского канала, академик                                                                                            |
| 71  | Жулинский, Марк Тихонович         | ???? — ????             | 1948            | Старший агроном Деминской МТС, Новоаннинский район |
| 72  | Закачурин, Александр Васильевич   | 1925—1997               | 1971            | Тракторист-машинист совхоза «Красный Октябрь», Алексеевский район                                                                                                  |
| 73  | Затрудин, Василий Александрович   | 1910—2001               | 1958            | Первый секретарь Палласовского райкома КПСС |
| 74  | Звягинцева, Антонина Власовна     | 1936—1979               | 1966            | Доярка совхоза «Тростянский», Новоаннинский район |
| 75  | Иващенко, Виктор Иванович         | 1930—2008               | 1971            | Старший буровой мастер Камышинского управления буровых работ объединения «Нижневолжскнефть»                                                                        |
| 76  | Ирхина, Валентина Васильевна      | 1928—2015               | 1976            | Механизатор совхоза «Верхнебузиновский», Клетский район |
| 77  | Ишанов, Иван Васильевич           | 1926—1963               | 1959            | Буровой мастер Коробковской конторы бурения треста «Сталинграднефтегазразведка»                                                                                    |
| 78  | Калачев, Александр Григорьевич    | 1914 — ????             | 1958            | Директор совхоза «Ударник», Чернышковский район |
| 79  | Калинин, Александр Сергеевич      | 1937—2012               | 1973            | Звеньевой колхоза «Путь к коммунизму» (позже — председатель колхоза), Серафимовичский район                                                                        |
| 80  | Калмычков, Степан Павлович        | 1906(9) — 1990          | 1958            | Директор совхоза «Крепь», Калачевский район |
| 81  | Калюжный, Степан Андреевич        | 1923—1980               | 1971            | Председатель колхоза им. В. И. Ленина, Руднянский район |
| 82  | Канатов, Шамиль                   | 1930—2009               | 1971            | Старший чабан совхоза «Ромашковский», Палласовский район |
| 83  | Карпова, Клавдия Павловна         | 1926—2002               | 1973            | Бригадир совхоза «Ахтубинский», Среднеахтубинский район |
| 84  | Клюкин, Алексей Петрович          | 1915 — ????             | 1958            | Начальник сталелитейного цеха СТЗ им. Дзержинского |
| 85  | Кожушкина, Феврония Степановна    | 1909—1957               | 1948            | Звеньевая колхоза им. Ворошилова, Ворошиловский район Сталинградской области                                                                                       |
| 86  | Коробкова, Евдокия Григорьевна    | 1935 — ????             | 1986            | Прессовщица Волгоградского комбината силикатных строительных материалов                                                                                            |
| 87  | Криковцев, Михаил Петрович        | 1927—1997               | 1971            | Железнодорожник локомотивного депо станции им. Горького |
| 88  | Куанчалиев, Идаят                 | ???? — ????             | 1966            | Старший чабан совхоза «Палласовский», Палласовский район |
| 89  | Кузин, Михаил Васильевич          | 1910—1993               | 1959            | Машинист локомотивного депо Сталинград Приволжской железной дороги                                                                                                 |
| 90  | Кузнецов, Александр Егорович      | ???? — ????             | 1958            | Работник колхоза «Красноармеец», Октябрьский район |
| 91  | Кузнецов, Алексей Яковлевич       | 1910—1969               | 1961            | Главный инженер «Волгоградгидросторя» |
| 92  | Кузьмин Андрей Михайлович         | ???? — ????             | 1948            | Директор совхоза «Серп и Молот», Новониколаевский район |
| 93  | Кузьмин, Григорий Петрович        | 1916—1993               | 1966            | Мастер Волгоградской ГРЭС «Волгоградэнергостроя» |
| 94  | Куличенко, Леонид Сергеевич       | 1913—1990               | 1973            | Первый секретарь Волгоградского обкома КПСС |
| 95  | Кутузов, Михаил Степанович        | 1912 — ????             | 1966            | Слесарь пассажирской автоколонны Волгоградского управления автомобильного транспорта                                                                               |
| 96  | Кухаренко, Николай Лукьянович     | 1927—1999               | 1971            | Строитель «Волгоградгидростроя» |
| 97  | Лапчевский, Геннадий Степанович   | 1929 — ????             | 1971            | Работник химического завода им. Кирова |
| 98  | Лапшова, Мария Петровна           | 1909—1968               | 1960            | Начальник сталеплавильной лаборатории завода «Красный Октябрь» |
| 99  | Латунов, Георгий Григорьевич      | 1903—1993               | 1943            | Военный железнодорожник, в послевоенное время — начальник станции Палласовка                                                                                       |
| 100 | Легкий, Анатолий Захарович        | 1935—2022               | 1974            | Станочник завода бурового оборудования «Баррикады» |
| 101 | Лескина, Ульяна Григорьевна       | 1915—1996               | 1966            | Птичница колхоза «Светлый путь», Октябрьский район |
| 102 | Логвин, Николай Петрович          | 1916—1994               | 1958            | Председатель колхоза «Заветы Ильича», Новоаннинский район |
| 103 | Локтионов, Григорий Петрович      | 1897—1964               | 1948            | Бригадир полевой бригады совхоза «Красный октябрь», Алексеевский район                                                                                             |
| 104 | Локтионов, Николай Иванович       | 1927 — ????             | 1971            | Мастер завода «Красный Октябрь» |
| 105 | Ляшенко, Виктор Евдокимович       | 1932—2007               | 1971            | Тракторист-машинист совхоза «Волжский», Быковский район |
| 106 | Маденов, Казис                    | 1910 — ????             | 1966            | Старший чабан совхоза «Быковский», Быковский район |
| 107 | Маевский, Петр Григорьевич        | 1914 — ????             | 1966            | Директор совхоза им. 62-й Армии, Дубовский район |
| 108 | Мартынов, Фёдор Алексеевич        | 1928 — ????             | 1973            | Шофер автотранспортного предприятия № 1 Нижневолжского территориального управления                                                                                 |
| 109 | Матевосян, Паруйр Апетнакович     | 1907—1983               | 1966            | Директор завода «Красный Октябрь» |
| 110 | Михайлов, Андрей Васильевич       | 1904—1996               | 1961            | Главный инженер проекта Волго-Донского канала и Волжской ГЭС |
| 111 | Мордвинцев, Пётр Иванович         | 1927 — ????             | 1963            | Машинист вращающихся печей Себряковского цементного завода |
| 112 | Музыка, Яков Кириллович           | 1919 — ????             | 1961            | Шофёр 4-й автоколонны Сталинградгидростроя |
| 113 | Нагибин, Александр Фёдорович      | 1931—2003               | 1971            | Сталевар завода «Баррикады» |
| 114 | Нестеров, Василий Алексеевич      | 1901 — ????             | 1948            | Директор зернового совхоза «Красный Октябрь» Министерства совхозов СССР, Алексеевский район                                                                        |
| 115 | Николаев, Василий Павлович        | 1920—2009               | 1966            | Первый секретарь Нехаевского РК КПСС, Нехаевский район |
| 116 | Новиченко, Анна Михайловна        | 1933—1997               | 1966            | Бригадир-овощевод совхоза «Ахтубинский», Среднеахтубинский район                                                                                                   |
| 117 | Обухова, Клавдия Николаевна       | 1904—2000               | 1969            | Главный врач Красноярской участковой больницы Старополтавского района                                                                                              |
| 118 | Олейников, Никита Иванович        | 1904—1976               | 1943            | Железнодорожный дежурный по станции Липки |
| 119 | Орешкин, Павел Ильич              | 1909 — ????             | 1958            | Комбайнер колхоза «Маяк Октября», Ленинский район |
| 120 | Панфилов, Петр Федорович          | 1929—1999               | 1973            | Первый секретарь Клетского РК КПСС, Клетский район |
| 121 | Панченков, Николай Кузьмич        | 1932—2022               | 1975            | Тракторист-машинист совхоза «Кумылженский», Михайловский район |
| 122 | Петрученя, Александр Иванович     | 1900—1991               | 1948            | Работник совхоза «Степной», позже — директор совхоза «Волго-Дон», Калачёвский район                                                                                |
| 123 | Поберей, Мария Тихоновна          | 1924—1981               | 1958            | Бывший главный агроном Маяковской МТС Ленинского района, ныне начальник инспекции по сельскому хозяйству Ленинского района                                         |
| 124 | Поздняков, Александр Николаевич   | 1935 — ????             | 1981            | Сталевар завода «Красный Октябрь» |
| 125 | Половинко, Иван Васильевич        | 1921—1999               | 1958            | Комбайнёр колхоза «Путь Ильича», Николаевский район |
| 126 | Пономарёва, Мария Захаровна       | 1900—1994               | 1958            | Птичница совхоза «Тракторный», Городищенский район |
| 127 | Попов, Иван Фёдорович             | 1928—2003               | 1966            | Старший чабан племзавода «Котовский», Котовский район |
| 128 | Попов, Пётр Николаевич            | 1940 — ????             | 1981            | Сборщик покрышек Волжского шинного завода Волгоградской области |
| 129 | Редина, Анна Ивановна             | ???? — ????             | 1948            | Звеньевая полевой бригады зернового совхоза «Серп и Молот», Алексеевский район                                                                                     |
| 130 | Рогачёв, Борис Иванович           | 1910 — ????             | 1966            | Звеньевой совхоза «Реконструкция», Михайловский район |
| 131 | Розова, Надежда Николаевна        | 1932—2005               | 1971            | Птичница птицефабрики «Себровская», Михайловский район |
| 132 | Романова, Вера Ивановна           | 1912 — ????             | 1958            | Доярка колхоза им. Жданова, Калининский район |
| 133 | Рудницкий, Виталий Валерьянович   | 1912—2004               | 1958            | Бригадир комплексной бригады каменщиков треста «Сталинградстрой»                                                                                                   |
| 134 | Руссо, Георгий Андреевич          | 1901—1966               | 1952            | Заместитель начальника и главного инженера «Гидропроекта» при строительстве Волго-Донского канала                                                                  |
| 135 | Рыбачек, Вера Николаевна          | 1932 — ????             | 1959            | Доярка колхоза «Красное Сормово», Нехаевский район |
| 136 | Самсонова, Елена Никаноровна      | 1922—2019               | 1966            | Телятница совхоза «Красная Звезда», Суровикинский район |
| 137 | Селезнев, Андрей Федорович        | 1905 — ????             | 1958            | Председатель колхоза им. Ворошилова, Новоаннинский район |
| 138 | Семёнов, Валентин Александрович   | 1911—1988               | 1966            | Директор Волгоградского тракторного завода |
| 139 | Сергеев, Георгий Иванович         | 1911—1988               | 1975            | Главный конструктор ОКБ завода «Баррикады» |
| 140 | Сергеев, Павел Никонорович        | 1900—1985               | 1948            | Агроном, Лауреат Сталинской премии, Новоаннинский район |
| 141 | Сергиенко, Федор Афанасьевич      | 1911—1998               | 1966            | Председатель колхоза «Путь к коммунизму», Еланский район |
| 142 | Сердюков, Андрей Ильич            | ???? — ????             | 1966            | Старший чабан совхоза «Выпасной», Котельниковский район |
| 143 | Серков, Анатолий Фирсович         | 1928—2009               | 1958            | Сталевар мартеновского цеха завода «Красный Октябрь» |
| 144 | Сидоренко, Николай Вуколович      | 1916 — ????             | 1966            | Бригадир комплексной бригады управления «Стальпромстрой» треста «Волгоградтяжстрой»                                                                                |
| 145 | Симак, Евгений Петрович           | 1925—1982               | 1952            | Машинист экскаватора строительства Цимлянского гидроузла Волго-Донского судоходного канала имени В. И. Ленина МВД СССР                                             |
| 146 | Синицин, Серафим Данилович        | 06.09.1916 — 09.09.1989 | 1971            | Бригадир плотников ПМК-132 |
| 147 | Сиохин, Вениамин Владимирович     | ???? — ????             | 1967            | Тракторист-машинист совхоза «Солоновский», Суровикинский район |
| 148 | Ситникова, Анастасия Ивановна     | 1924—2016               | 1960            | Кузнец-штамповщик кузнечного цеха Сталинградского тракторного завода имени Ф. Э. Дзержинского                                                                      |
| 149 | Слащилина, Анна Антоновна         | ???? — ????             | ????            | Ветеринарная санитарка колхоза им. Кирова, Новоаннинский район |
| 150 | Слепуха, Дмитрий Алексеевич       | 1916—2003               | 1952            | Старший мастер экскаваторщиков водораздельного строительного района Волго-Донского канала                                                                          |
| 151 | Смирнова, Вера Ивановна           | 1927—2016               | 1966            | Ткачиха Камышинского хлопчатобумажного комбината |
| 152 | Смирнова, Галина Владимировна     | 1938 — ????             | 1971            | Старшая аппаратчица Волжского завода синтетического каучука |
| 153 | Соколов Александр Павлович        | 1930 — ????             | 1973            | Комбайнер совхоза «Маяк», Калачёвский район |
| 154 | Сорокин, Иван Иванович            | 1906 — ????             | 1948            | Старший механик совхоза «Искра», Урюпинский район |
| 155 | Стаценко, Иван Савельевич         | 1925—1999               | 1966            | Мастер Волжской ГЭС |
| 156 | Стекольников, Иван Александрович  | 1907 —2002              | 1958            | Председатель колхоза им. Крупской, Котельниковский район |
| 157 | Стриженок, Иосиф Петрович         | 1928—2003               | 1961            | Бригадир электромонтажников треста «Гидроэлектромонтаж» |
| 158 | Сурков, Александр Иванович        | 1902—1953               | 1943            | Военный железнодорожник, поездной диспетчер и начальник станции |
| 159 | Тапилин, Александр Степанович     | 1909—1981               | 1966            | Председатель колхоза «Красный Октябрь», Клетской район |
| 160 | Тарасова, Мария Викторовна        | 1913—1971               | 1958            | Бригадир комплексной бригады колхоза «Советская Россия», Новоаннинский район                                                                                       |
| 161 | Теплякова, Анастасия Ивановна     | 1913 — ????             | 1948            | Звеньевая зернового совхоза «Серп и Молот», Новониколаевский район                                                                                                 |
| 162 | Терехов, Владимир Яковлевич       | 1929—2017               | 1958            | Комбайнёр колхоза «Россия», Палласовский район |
| 163 | Терещенко, Николай Иванович       | 1913—1972               | 1966            | Шлифовщик Волгоградского завода тракторных деталей и нормалей |
| 164 | Тетюхин, Степан Никифорович       | 1885 — ????             | 1948            | Бригадир полеводческой бригады зернового совхоза «Серп и Молот», Новониколаевский район                                                                            |
| 165 | Тихашков, Алексей Михайлович      | 1922—2009               | 1957            | Бригадир монтажников Камского участка треста «Спецгидроэнергомонтаж» Министерства электростанций СССР                                                              |
| 166 | Ткачева, Галина Тарасовна         | 1940—2020               | 1976            | Доярка колхоза «Панфиловский», Новоаннинский район |
| 167 | Ткаченко, Алексей Дмитриевич      | 1915 — ????             | 1964            | Фрезеровщик завода «Баррикады» |
| 168 | Тонконоженко, Иван Парамонович    | ???? — ????             | 1948            | Директор зерносовхоза «Искра», Урюпинский район |
| 169 | Туманова, Мария Ивановна          | 1915—2004               | 1968            | Учительница начальных классов, заведующая Калининской начальной школой Палласовского района                                                                        |
| 170 | Улесов, Алексей Александрович     | 1916—1997               | 1952, 1958      | Рабочий-электросварщик, новатор производства |
| 171 | Усков, Анатолий Павлович          | 1922—2010               | 1952            | Начальник шагающего экскаватора на строительстве Волго-Донского канала                                                                                             |
| 172 | Фёдоров, Пётр Дмитриевич          | ???? — ????             | 1966            | Директор совхоза «Светлоярский», Светлоярский район |
| 173 | Фетисов, Филипп Ильич             | 1898 — ????             | 1948            | Председатель колхоза «Большевистское знамя», Новоаннинский район                                                                                                   |
| 174 | Филимонов, Николай Александрович  | 1897—1986               | 1952            | Заместитель главного инженера на строительстве Волго-Донского канала                                                                                               |
| 175 | Филиппов, Иван Степанович         | 1914—1976               | 1971            | Начальник участка такелажно-парусных работ Сталинградской судоверфи                                                                                                |
| 176 | Фокин, Иван Дмитриевич            | 1928 — ????             | 1966            | Свинарь совхоза «Медведицкий», Жирновский район |
| 177 | Фролов, Юрий Николаевич           | 1932—2011               | 1990            | Генеральный директор ОАО «Птицефабрика им. 62-й армии» Городищенского района                                                                                       |
| 178 | Харитонов, Павел Никифорович      | 1931—2018               | 1990            | Директор совхоза «Урюпинский» Урюпинского района |
| 179 | Харькова-Жукова, Фаина Ивановна   | 1927—2002               | 1971            | Бригадир съемщиц пряжи Камышинского хлопчатобумажного комбината |
| 180 | Хлусов, Александр Петрович        | 1926—2014               | 1977            | Бригадир комплексной бригады строительного управления «Промстрой» треста «Волгоградметаллургстрой»                                                                 |
| 181 | Цветков, Николай Афанасьевич      | 1908 — ????             | 1966            | Мастер Волгоградского тракторного завода |
| 182 | Чёриков, Пётр Игнатьевич          | 1911 — ????             | 1958            | Председатель Средне-Царицынского сельского совета, Серафимовичский район                                                                                           |
| 183 | Черкашина, Валентина Николаевна   | 1942—2012               | 1981            | Прядильщица Камышинского хлопчатобумажного комбината |
| 184 | Черкесов, Аким Петрович           | ???? — ????             | 1948            | Управляющий отделением совхоза «Красный Октябрь», Алексеевский район                                                                                               |
| 185 | Чуйко, Николай Кузьмич            | 1930 — ????             | 1990            | Бригадир слесарей-монтажников Волгоградского монтажно-наладочного управления треста «Спецэлеватормельмонтаж»                                                       |
| 186 | Чулков, Александр Фёдорович       | 1935—2010               | 1973            | Командир самолёта «Ан-2» Волгоградского объединённого авиационного отряда                                                                                          |
| 187 | Шевченко, Сергей Сергеевич        | 1931 — ????             | 1971            | Тракторист-машинист колхоза им. Калинина, Николаевский район |
| 188 | Шкуратов, Николай Данилович       | 1924—1991               | 1981            | Бригадир комплексной бригады СМУ № 2 треста «Волгоградгражданстрой»                                                                                                |
| 189 | Штепо, Виктор Иванович            | 1928—2004               | 1971, 1987      | Директор совхоза «Волго-Дон», Калачёвский район |
| 190 | Щеглеватых, Иван Михайлович       | 1907—1982               | 1948            | Старший агроном зернового совхоза «Красный Октябрь», Алексеевский район                                                                                            |
| 191 | Щегольков, Федор Митрофанович     | 1914—1990               | 1948            | Управляющий отделением зернового совхоза «Серп и Молот», Новониколаевский район                                                                                    |
| 192 | Щербинин, Алексей Александрович   | 1908 — ????             | 1952            | Начальник строительного района Цимлянского гидроузла Волго-Донского судоходного канала имени В. И. Ленина                                                          |
| 193 | Яковлева, Зоя Ивановна            | 1933—2008               | 1966            | Бригадир овощеводческой бригады совхоза «Волго-Дон», Калачёвский район                                                                                             |